# Porto Alegre do Norte
Pour les articles homonymes, voir Porto Alegre.
Porto Alegre do Norte est une municipalité du Mato Grosso au Brésil.
Fondée le 13 mai 1986, elle compte 13 865 habitants (2022).

## Historique
Les origines de Porto Alegre do Norte sont liées à celles de Luciara, car après sa création, par Lucio Pereira de la Luz, ses cow-boys José Domiciano, Dionel et José Barula ont remonté la rivière Tapirapé jusqu'à l'endroit où se trouve aujourd'hui Porto. Alegre do Norte. Là, ils ont établi leurs ranchs.
Le premier nom de la localité était Cedrolândia, en raison de la grande quantité de cèdre (une plante typique de l'Amazonie largement utilisée dans la construction de meubles) qui s'y trouvait. Au fil du temps, la population s'est concentrée sur les rives de la rivière Tapirapé.
Les marchands montaient en canoës, après un voyage de 5 jours caractérisé par la fatigue et l'effort sur la rivière, ils commémoraient la vente de leurs marchandises avec des fêtes dans la ville, ainsi l'endroit devint un « port assez gai » , qui a remplacé le précédent.
La loi 5 306 du 11 juin 1981 a créé le quartier avec le nom de Porto Alegre. La municipalité a été créée par la loi 5 010 du 13 mai 1986 sous le nom de Porto Alegre do Norte. Le terme « del Norte » a été ajouté pour distinguer la municipalité de Mato-Grossense de la capitale de Gaúcha,,,.

## Géographie
La municipalité de Porto Alegre do Norte est située dans la région nord-est de l'État du Mato Grosso, entre deux grands fleuves, l' Araguaia et le Xingu , sur la rive gauche de la rivière Xavantino, un affluent de la rivière Araguaia, et à côté de la Rivière Fontoura, un affluent de la rivière Xingu, étant une ville privilégiée pour être dans la partie centrale d'une microrégion composée de 14 municipalités circonscrites.

## Population
Sa population est de 80% résidant dans la zone urbaine et 20% dans la zone rurale.Porto Alegre do Norte est une ville qui a besoin du soutien des gouvernements étatiques et fédéraux, car sans eux, ce taux de résidents ruraux diminuerait certainement.

## Économie
La municipalité a une économie basée sur l'agriculture, l'élevage et le commerce. Cette ville a besoin d'investissements pour favoriser l'économie et réduire le taux de chômage.

## Districts
Forêt Nova

## Rivière principale
Tapirapé

## Routes
- BR-158